# Pista di bob del Lago Blu
La pista di bob del Lago Blu (in francese: piste de bobsleigh du Lac Bleu) è stata una pista per la pratica del bob situata nei pressi del Lago Blu a Breuil-Cervinia, frazione del comune di Valtournenche in Valle d'Aosta. Realizzata nel 1963, la pista ospitò numerose manifestazioni sportive internazionali, fino alla sua definitiva chiusura nel 1991.

## Storia

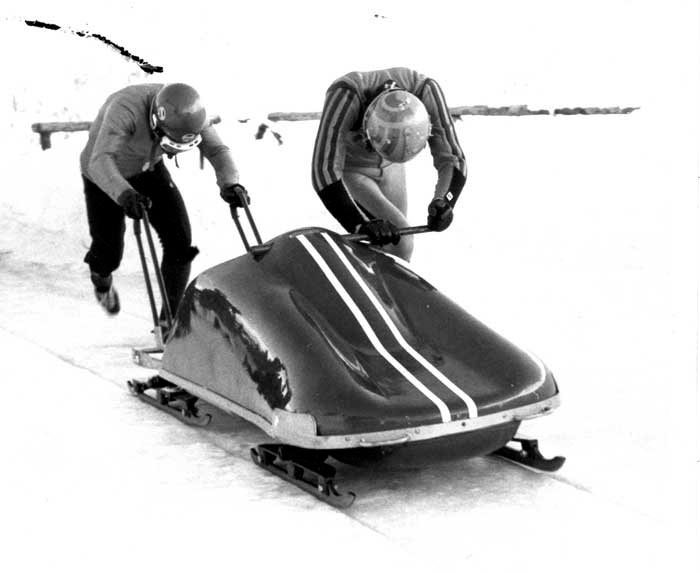
Fausto Soravia e Bernardo Canelli (campionato europeo junior di bob 1974)

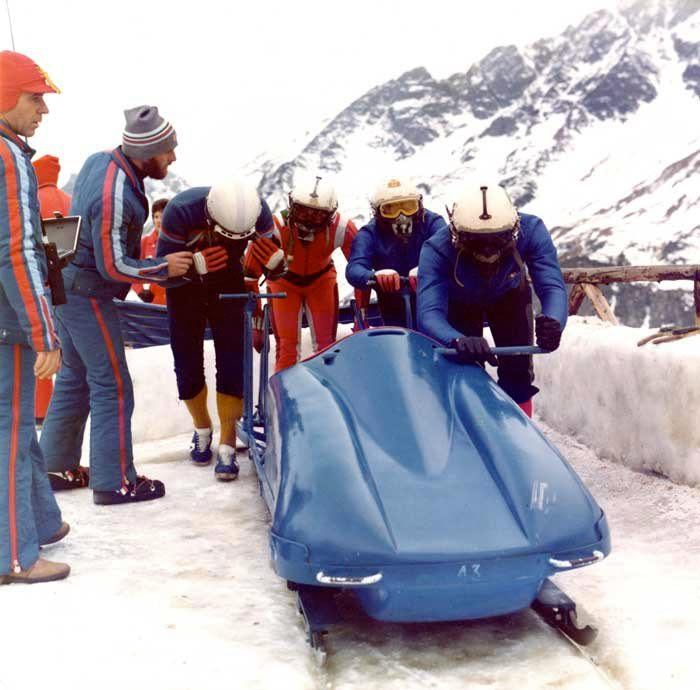
Equipaggio di bob a quattro (1976)

Dopo i successi della nazionale di bob dell'Italia sulla pista olimpica di Cortina d'Ampezzo (l'unica esistente all'epoca in Italia), il 26 settembre 1959 si costituì un "comitato promotore per la costruzione di una pista di bob al Breuil", composto principalmente da appassionati milanesi.
Luigino Gallia, proprietario del Grand Hotel Cervinia, e l'ex commissario tecnico della nazionale Botta affidarono la progettazione della pista all'ingegnere Luciano Galli, che si ispirò alle piste più famose dell'epoca, fra cui quelle di Cortina d'Ampezzo e Sankt Moritz.
Il 12 aprile 1962 il gruppo promotore venne sostituito da un comitato esecutivo, incaricato di approvare il progetto definito, reperire le risorse finanziarie (preventivate in 55 milioni di lire) e appaltare i lavori di costruzione della pista. Per l'opposizione del proprietario di un terreno il progetto dovette essere modificato: i lavori di costruzione, eseguiti dall'impresa edile Mario Dal Pont di Ponte nelle Alpi (Belluno) nello stesso anno 1962 vicino al Lago Blu, furono così più difficili di quanto previsto, dovendosi sbancare alcune rocce, con un aumento dei costi finali della struttura in calcestruzzo. Complessivamente i lavori di costruzione ammontarono a 95,4 milioni di lire, in gran parte finanziati da contributi di Regione Valle d'Aosta, CONI e FISI.

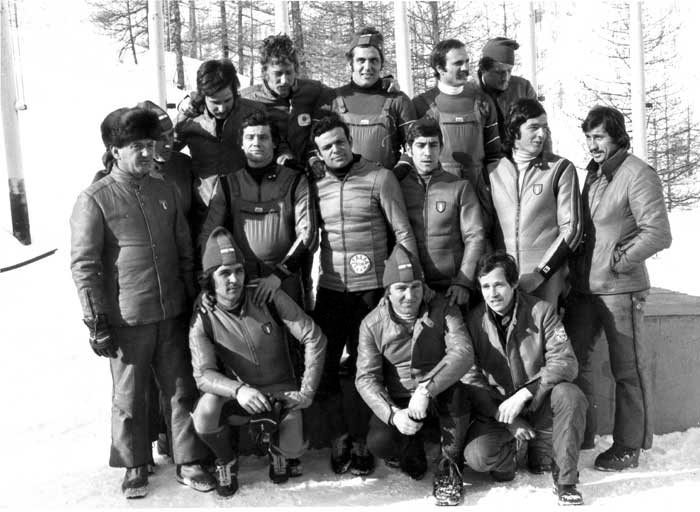
Nazionale italiana di bob (1974)

Durante l'inverno 1962-1963 la pista da bob venne data in gestione alla Società Cervino, che la mise in funzione con una spesa d'esercizio di 11.535.021 lire. Per realizzare la ghiacciatura naturale della pista, giunsero dall'Agordino una trentina di operai guidati da Luigi De Biaso di Voltago Agordino, che per un mese accumularono una gran quantità di neve, da impastare con l'acqua e preparare il tracciato con il metodo dell'intonacatura, rifinendo anche i muretti di cemento delle curve. Per la manutenzione giornaliera della pista furono necessari almeno quindici addetti alla pista, per tutta la durata della stagione da dicembre a marzo. La prima discesa di prova venne eseguita dal campione italiano Eugenio Monti (il "rosso volante"), che utilizzò il bob con cui vinse le olimpiadi di Cortina d'Ampezzo del 1956: fu un immediato successo, riconosciuto da sportivi ed appassionati.
Nell'estate 1963 furono riscontrati alcuni difetti di costruzione, anche se non fu possibile completare tutti gli accertamenti, a seguito della tragedia della diga del Vajont, in cui trovarono la morte dei genitori dell'ingegnere Luciano Galli (il quale in seguito divenne il presidente del Comitato superstiti del Vajont). Peraltro, il 31 ottobre 1963, durante un incontro a St. Vincent, l'impresa Dal Pont si impegnò a sistemare l'opera a proprie spese. Nell'inverno 1963-1964 la pista rimase chiusa, a causa del crollo di una curva.

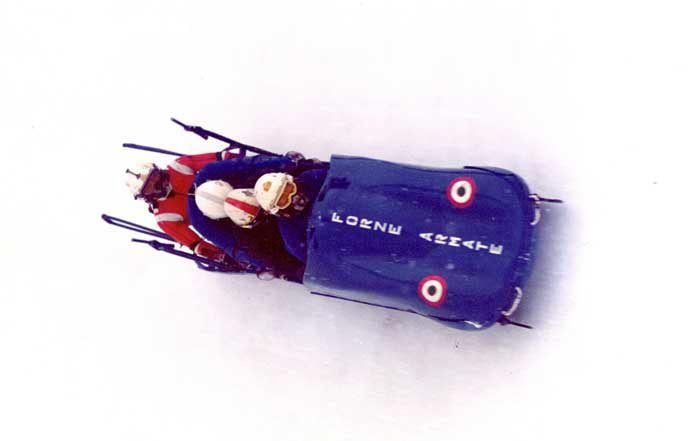
Centro Bob Forze Armate (Corso piloti 1977)

In questi anni venne aperta a Breuil-Cervinia una "scuola di bob" dell'Aeronautica militare italiana, ridenominata nel 1965 come "Scuola di bob delle Forze Armate", per allenare piloti, interni e frenatori.
Dopo i lavori di ripristino, nel 1966 venne ufficialmente inaugurata la pista di bob, con una grandiosa cerimonia alla presenza delle autorità, tra cui Leo Gasperl (fondatore della Scuola di sci del Cervino), Luigi Cravetto (Società impianti a fune del Cervino) e Piero Oneglio (presidente della Federazione italiana sport invernali), oltre a famose personalità.

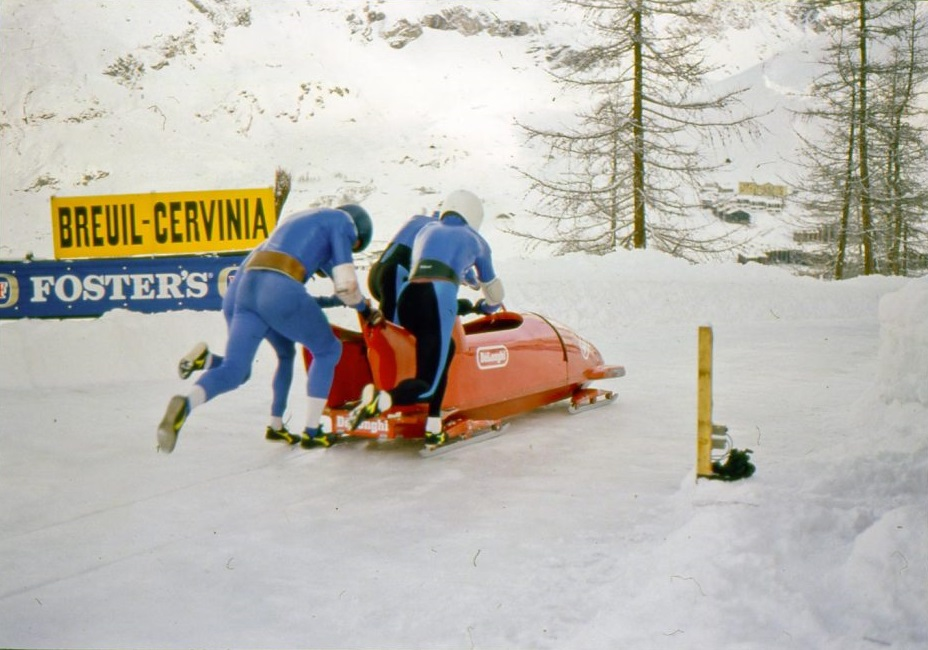

La pista di Breuil-Cervinia favorì lo sviluppo della pratica sportiva, mettendo in luce anche diversi campioni valdostani: Maurizio Compagnoni, Gianni Bonichon (medaglia d'argento alle olimpiadi di Sapporo del 1972) e Franco Perruquet (medaglia d'oro nel bob a due insieme all'ampezzano Giorgio Alverà ai Campionati mondiali di bob 1975, organizzati proprio su questa pista).
Dal 1975 al 1991 l'ex bobbista Antonio Brancaccio fu direttore della pista.
La pista di Breuil-Cervinia ospitò molte gare internazionali, tra cui 4 campionati mondiali, 4 campionati europei e 17 campionati italiani, oltre a diverse tappe della Coppa del mondo.
Nel 1991 la pista di bob di Breuil-Cervinia venne inserita nella candidatura di Aosta per organizzare le olimpiadi invernali del 1998 (poi assegnate alla città giapponese di Nagano). Nello stesso anno, Breuil-Cervinia ottenne di nuovo l'organizzazione dei campionati mondiali di bob 1993, ma gli eccessivi costi preventivati per il riammodernamento della pista decretarono la rinuncia alla manifestazione (deliberata il 16 settembre 1992) e la definitiva chiusura della pista di bob.
Negli anni 2000, dopo l'assegnazione a Torino delle olimpiadi invernali del 2006, vi fu un'ipotesi di recuperare la vecchia pista del Lac Bleu: la Regione Valle d'Aosta commissionò uno studio di fattibilità per il ripristino, messa a norma e sistemazione della pista, che valutò una spesa di circa due miliardi di lire, oltre ad un costo di gestione annuale di circa un miliardo di lire contro una possibile entrata di 480 milioni di lire. Ad ogni modo, il comitato organizzatore decise poi di costruire la nuova pista olimpica di Cesana Pariol, costata 110 milioni di euro e oggi chiusa.

## Caratteristiche tecniche
La lunghezza della pista ghiacciata era di 1.540 metri, con 18 curve (di cui alcune alte 6-7 metri) e un dislivello di 139 metri, una pendenza media del 9,34% e una massima del 13,19%, che permettevano ai bolidi di raggiungere una velocità fino a 140 km/h.

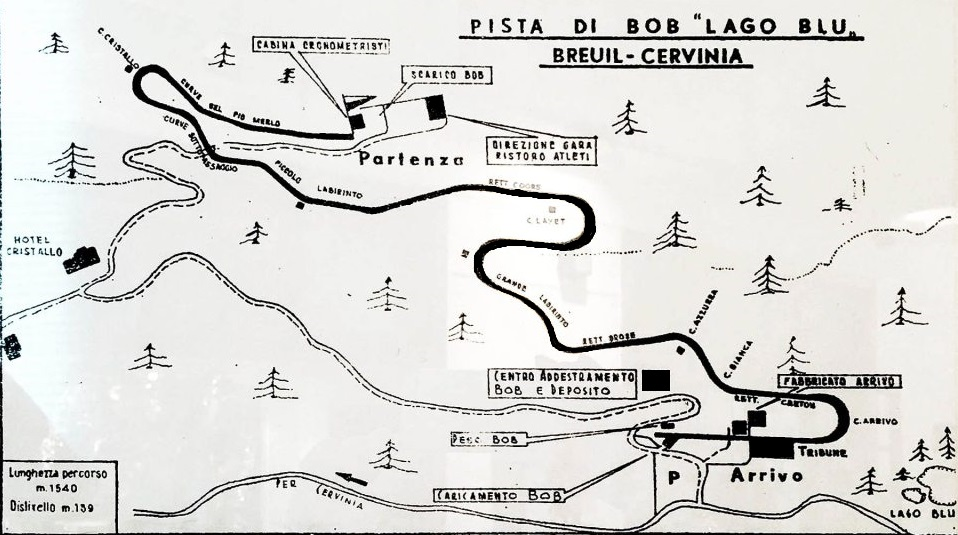
Mappa della pista

| Numero curva | Nome                             | Note                                                               |
| ------------ | -------------------------------- | ------------------------------------------------------------------ |
|              | Partenza                         |                                                                    |
| 1.           | Pio Merlo                        | Il Bec del Pio Merlo è un pinnacolo roccioso sopra Breuil-Cervinia |
| 2.           | Cristallo                        | Prende il nome dal vicino Grand Hotel Cristallo                    |
| 3. 4. 5.     | Sottopassaggio                   |                                                                    |
| 6. 7. 8.     | Piccolo labirinto                |                                                                    |
|              | Rettifilo Coors                  |                                                                    |
| 9.           | Layet                            | Toponimo ufficiale del Lago Blu                                    |
| 10. 11. 12.  | Grande labirinto                 |                                                                    |
|              | Rettifilo Drose                  |                                                                    |
| 13.          | Azzurra                          |                                                                    |
| 14.          | Bianca                           |                                                                    |
|              | Rettifilo Creton                 |                                                                    |
| 15.          | Arrivo                           |                                                                    |
|              | Traguardo - Rettilineo d'arresto |                                                                    |

## Principali manifestazioni
- Campionati mondiali di bob: 1971, 1975, 1985
- Campionati europei di bob: 1969, 1973, 1987, 1991
- Campionati mondiali juniores di bob: 1990
- Campionati italiani di bob: 1963, 1967, 1968, 1970, 1971, 1972, 1973, 1974, 1975, 1976, 1977, 1979, 1982, 1983, 1987, 1989, 1990
- Campionati mondiali militari di bob[7]: 1974, 1975

## Galleria d'immagini

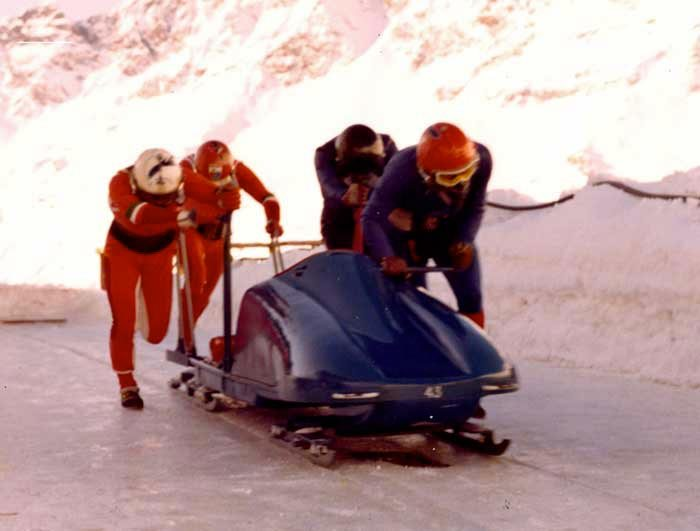
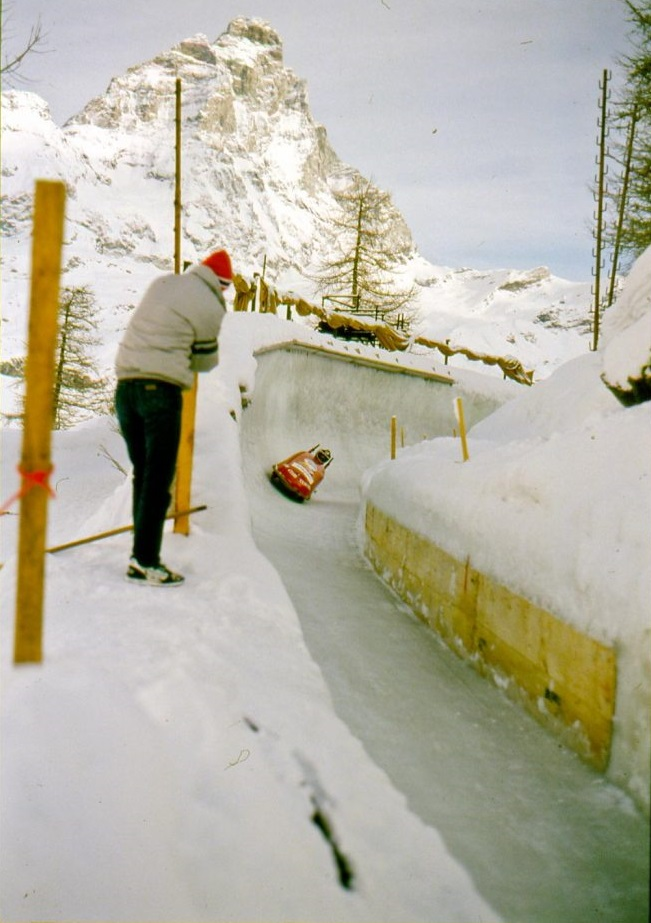
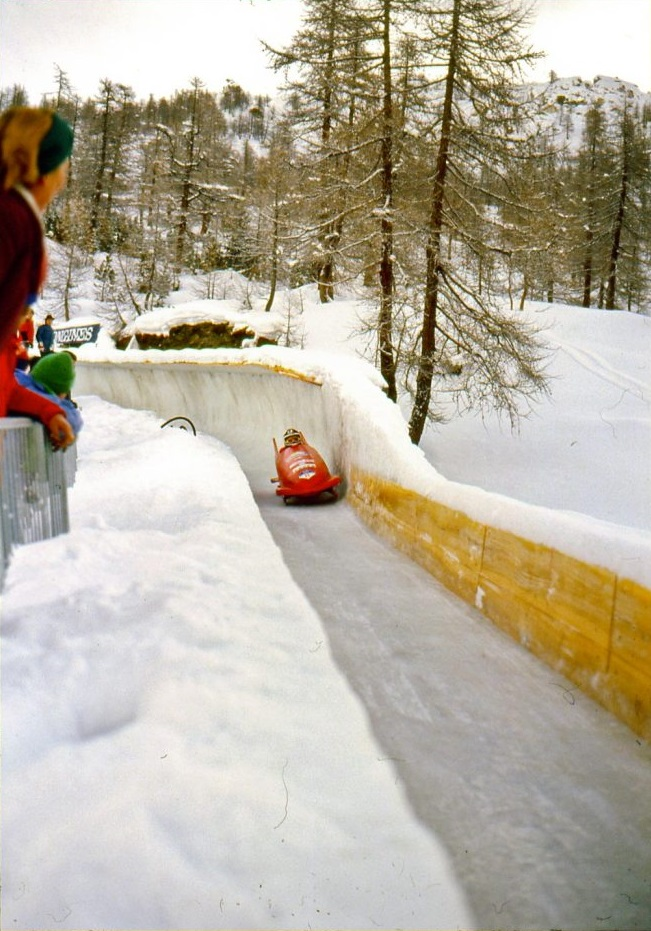
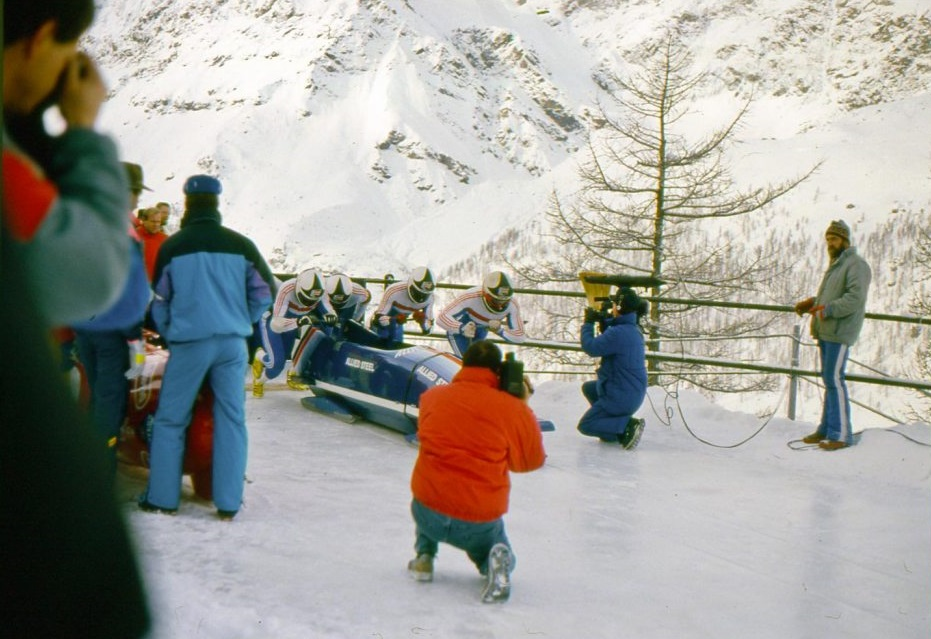
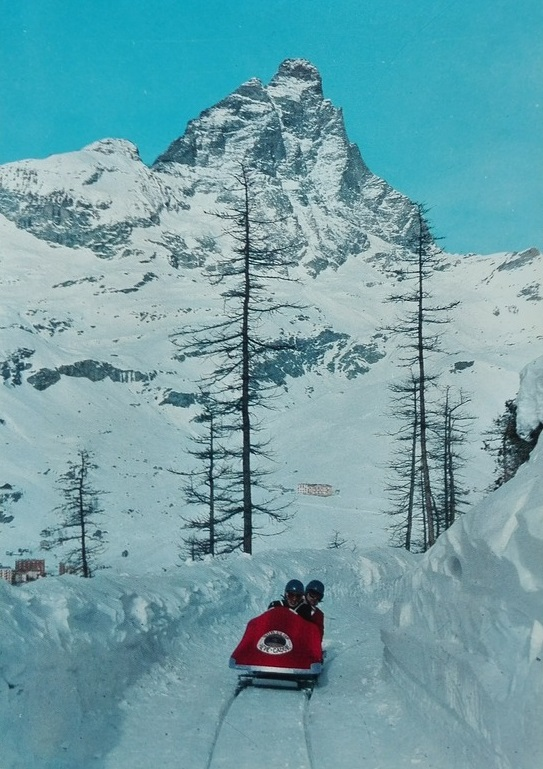
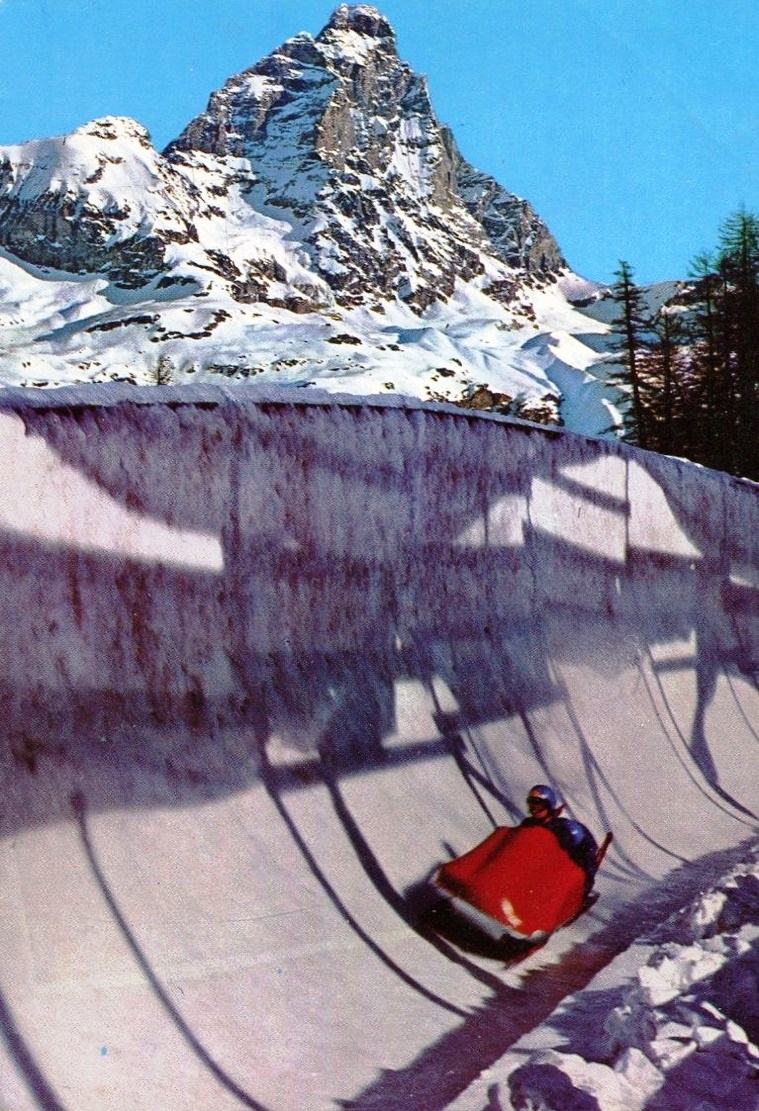